# Trimebutyna
Trymebutyna (łac. Trimebutinum) – organiczny związek chemiczny stosowany jako doustny lek rozkurczowy stymulujący motorykę jelit.

## Mechanizm działania
Trimebutyna stymuluje motorykę jelit i normalizuje perystaltykę przewodu pokarmowego, oddziałując bezpośrednio na jego mięśnie gładkie. Działa agonistycznie na receptory opioidowe, zarówno na receptory μ i δ, które pobudzają motorykę, jak i na receptory κ, które ją hamują. Działanie następuje ok. 0,5 godziny po podaniu doustnym.

## Wskazania
Lek stosuje się w zaburzenia czynności przewodu pokarmowego, takich jak:
- zespół jelita drażliwego
- bóle brzucha
- stany skurczowe jelit
- biegunki
- zaparcia
- wzdęcia, nudności

## Przeciwwskazania
Przeciwwskazaniem jest nadwrażliwość na trimebutynę. Nie zaleca się podawania jej w pierwszym trymestrze ciąży, natomiast w drugim i trzecim trymestrze ciąży oraz w czasie karmienia piersią można ją podawać tylko w przypadku zdecydowanej konieczności.

## Środki ostrożności
- Ciąża i laktacja:
- Prowadzenie pojazdów i obsługa maszyn: Nie odnotowano wpływu na zdolność prowadzenia pojazdów i obsługi urządzeń mechanicznych[5].

## Interakcje
Zotepina podawana równocześnie z trymebutyną zwiększa działanie cholinolityczne.

## Dawkowanie
- Dorośli: standardowo 300 mg lub 45 ml (216 mg) zawiesiny na dobę w 3 dawkach podzielonych
- Dzieci: 1 ml (4,8 mg)/kg masy ciała zawiesiny na dobę w 2–3 dawkach podzielonych[5]

## Przedawkowanie
Zalecane jest leczenie objawowe i płukanie żołądka.

## Działania niepożądane
Częstymi działaniami niepożądanymi są m.in. dolegliwości układu pokarmowego, zmęczenie, bóle i zawroty głowy.

## Preparaty handlowe w Polsce
Preparaty trimebutyny dostępne są w postaci tabletek i granulatu do sporządzania zawiesiny doustnej. W Polsce dostępne są zazwyczaj na receptę (Rp), jednak mniejsze opakowania niektórych preparatów można nabyć również bez recepty (OTC): DebretinRp, DebridatRp, IrcolonRp, OTC, TribuxRp, OTC (stan na maj 2020).